# Vsevolod IV de Kiev
Vsevolod Sviatoslavitch (en russe : Вcеволод Святославич et en ukrainien : Все́волод Святосла́вич), dit Vsevolod IV de Kiev, mais plus connu sous le nom de Vsevolod le Rouge (en russe : Вcеволод Чермный et en ukrainien : Все́волод Че́рмний), est un prince de la Rus' de Kiev de la dynastie des Riourikides (né à une date inconnue et mort en 1214 à Tchernigov), qui régna de 1206 à 1207, puis de 1210 à 1214. Il est souvent considéré comme un  usurpateur.
Fils de Sviatoslav III de Kiev et de Marie de Polotsk, il est également prince de Tchernigov entre 1204 et 1206/08, et prince de Belgorod en 1205.

## Biographie

### Jeunesse et débuts contre les Polovtses
Le 14 novembre 1179, Sviatoslav Vsevolodovitch présente la fille du duc Casimir II de Pologne à son fils Vsevolod pour l'épouser (appelée Anastasia après son mariage selon le Lyubetskiy sinodik, son nom de naissance étant Marie). Le domaine patrimonial de Vsevolod au début de son règne s'étend tout d'abord dans les terres du nord-ouest des terres des Viatitches.
Lorsque le Khan des Polovtses Konchak commence à piller les terres de Pereïaslavl jusqu'à Dimitrov en février 1184, Vsevolod et ses frères furent envoyés par leur père pour assister le prince Igor Sviatoslavitch de Novgorod-Seversk dans leur résistance, avec comme objectif de poursuivre les Polovtses (ou Coumans). Igor Sviatoslavitch poursuivit les pillards et les rattrapa à la rivière Khiriya (un affluent de la rivière Vorskla), avant de ramener avec lui de nombreux captifs. Les pillages par les bandes ennemies continuent pourtant aux alentours de la Ros et sur les terres de Tchernigov après 1187.
En 1192, il est une nouvelle fois envoyé par son père avec ses frères (Vladimir et Mstislav) pour marcher contre les Polovtses. Cette nouvelle campagne, menée à nouveau par Igor Sviatoslavitch, avait pour but de piller leurs camps de base. Les Olegovitch s'aventurèrent profondément dans la steppe, au-delà de Koursk et de l'Oskol. Mais les princes n'avaient pas prévu que les nomades s'étaient rassemblés en grand nombre pour les attendre. Igor Sviatoslavitch, voyant qu'ils étaient en infériorité numérique importante, décida alors de se replier discrètement en profitant de l'obscurité.

### Après la mort de son père
La mort de son père, Sviatoslav III, fin juillet 1194, bouleverse l'ordre de succession des Olegovitch. Son seul oncle, Iaroslav, devient le nouveau chef de la dynastie, Vsevolod devenant par la suite indésirable à ses yeux.
À l'automne 1196, son oncle Iaroslav ordonne à Vsevolod et à son frère, Mstislav, de le suivre lors de sa campagne contre Vsevolod III le Grand Nid de Vladimir et le prince David Rostislavitch de Smolensk, qui pillaient les domaines des Olegovitch.
En 1201, le frère de Vsevolod, Oleg, jure fidélité au grand prince Rurik II de Kiev qui avait demandé aux Olegovitch de l'aider dans sa campagne contre le prince Roman le Grand d'Halych. Ils perdirent le combat contre ce dernier qui anticipa leur attaque et entra dans Kiev, forçant Rurik II et ses alliés à capituler.
Le 2 janvier 1203, Rurik II et les princes Olegovitch parviennent à reprendre Kiev, qui subit la vengeance de Rurik (selon les chroniques, les répercussions sur les Kiéviens furent bien plus terribles que les attaques précédentes sur la ville). Rurik II n'avait pourtant pas l'intention d'occuper la ville, mais ne pouvait pas laisser Kiev sans prince, de peur du retour de Roman le Grand. Ce fut donc Vsevolod qui occupa provisoirement la ville, jusqu'à ce que Rurik parvienne à régler son différend avec son cousin Roman. Quelques mois plus tard, Vsevolod et les Olegovitch rompent leurs liens avec Rurik II à cause d'un différend, ce dernier finissant battu et tonsuré par Roman le Grand en 1204.

### Règne sur Tchernigov et lutte pour la Galicie
Vers 1204, les sources s'accordent à dire que son frère, Oleg (prince de Tchernigov), et son neveu moururent, Vsevolod leur succédant alors à  la tête de cette principauté. Vsevolod récupéra alors toutes les terres de son frère défunt (qui avait agi de même après le décès de son autre frère aîné Vladimir): il devenait ainsi, par suite de l'extinction de toutes les branches des Olegovitch (excepté la sienne), l'un des princes riourikides les plus puissants.
Le 29 juin 1205, à la mort de Roman le Grand, les Olegovitch marchèrent vers Kiev pour y rencontrer Rurik II, réinstallé sur le trône. Ils conclurent ensemble un pacte afin d'attaquer les terres de Roman de Galicie (qui appartenait désormais aux deux fils de ce dernier, Daniel et Vassilko), mais sans succès. Rurik II avait payé les Olegovitch pour leur soutien et donné la ville de Belgorod Kievsky à Vsevolod (qui la redonna à son frère Gleb).
Au début de l'été 1206, Vsevolod finit par rassembler tous les Olegovitch pour un snem (une rencontre) à Tchernigov pour organiser une seconde campagne contre l'Halych (Galicie). Vsevolod fut également rejoint par Mstislav Romanovitch de Smolensk, par des troupes polonaises et par celles de Rurik II. Devant cette imposante armée, Daniel de Galicie (fils de Roman le Grand) demanda de l'aide au roi André II de Hongrie avant de s'enfuir vers Vladimir-Volynski. Pendant ce temps, André II traversa les montagnes pour arriver dans la Rus' et envoya des messagers au prince Iaroslav II de Vladimir (fils de Vsevolod III le Grand Nid), l'invitant à diriger Halych. En apprenant que les Hongrois étaient prêts à combattre, les Olegovitch n'attaquèrent pas Halych. Pendant plusieurs jours, les deux camps restèrent face à face sans bouger, jusqu'à ce qu'un accord entre André II de Hongrie et les Olegovitch aboutisse à leur retrait commun.

### Lutte pour Kiev
Après l'échec de Galicie, Vsevolod disposait néanmoins d'une importante armée à ses ordres, et voulut alors en profiter pour enlever la ville de Kiev à Rurik II. Il le détrôna en 1206, obligeant ce dernier à se replier vers Ovroutch. Il envoya ensuite ses posadniki (hommes de confiance) pour diriger toutes les villes de la principauté de Kiev.
Vsevolod IV fit alors des concessions généreuses à une partie de la branche des Rostislavitch, princes de Smolensk, pour s'assurer de leur soutien. Bien que son frère, Mstislav, était prétendant à la succession, Vsevolod donna finalement la ville de Pereïaslav à son fils Michel. Mais l'année suivante, Rurik, déterminé à reprendre son trône, chassa à son tour Vsevolod de Kiev (les troupes qui avaient aidé celui-ci à prendre la ville étaient en effet rentrées chez elles), qui retourna à Tchernigov. Il tenta ensuite vainement une contre-attaque avec ses frères, avec quelques pillages aux alentours.
Durant l'été 1207, Vsevolod, aidé de ses frères, des Polovtses, des princes de Tourov et Pinsk, ainsi que du prince Vladimir Igorevitch d'Halych, entreprit de marcher à nouveau sur Kiev via Trepol par le sud pour couper Rurik II de ses renforts. En position de faiblesse, Rurik s'enfuit s'ensuit de la ville avant que les Olegovitch n'entrent à nouveau dans Kiev. Vsevolod assiégea ensuite Belgorod, où Mstislav III Boris s'était barricadé avant de fuir pour Smolensk, puis attaqua le neveu de Rurik à Torchesk, Mstislav Mstislavitch. Celui-ci lui opposa une vive résistance, avant de devoir capituler pour mettre fin aux atrocités commises par les Polovtses sur ses terres. Devant les victoires de Vsevolod, Rurik ouvrit une nouvelle fois les portes de Kiev. S'ensuivit une nouvelle guerre civile entre cousins riourikides, cette fois avec son grand-oncle Vsevolod le Grand Nid.
Lorsque Rurik II apprit que Vsevolod le Grand Nid avait dévasté les terres de Vsevolod le Rouge, il retourna à Kiev pour reprendre le trône, d'où Vsevolod dut à nouveau s'enfuir avec sa femme et ses enfants. Il tenta alors un nouvel assaut sans succès contre la ville en février 1208, avec quelques raids dans les environs de Kiev.
Il parvint à reprendre le trône en 1210 et priva les fils de Rurik II de leurs apanages. L'année suivante, le 10 avril 1211, le fils de Vsevolod le Grand Nid, Iouri II, épousa la fille de Vsevolod le Rouge, Agathe (ils furent mariés à la Cathédrale de la Dormition).

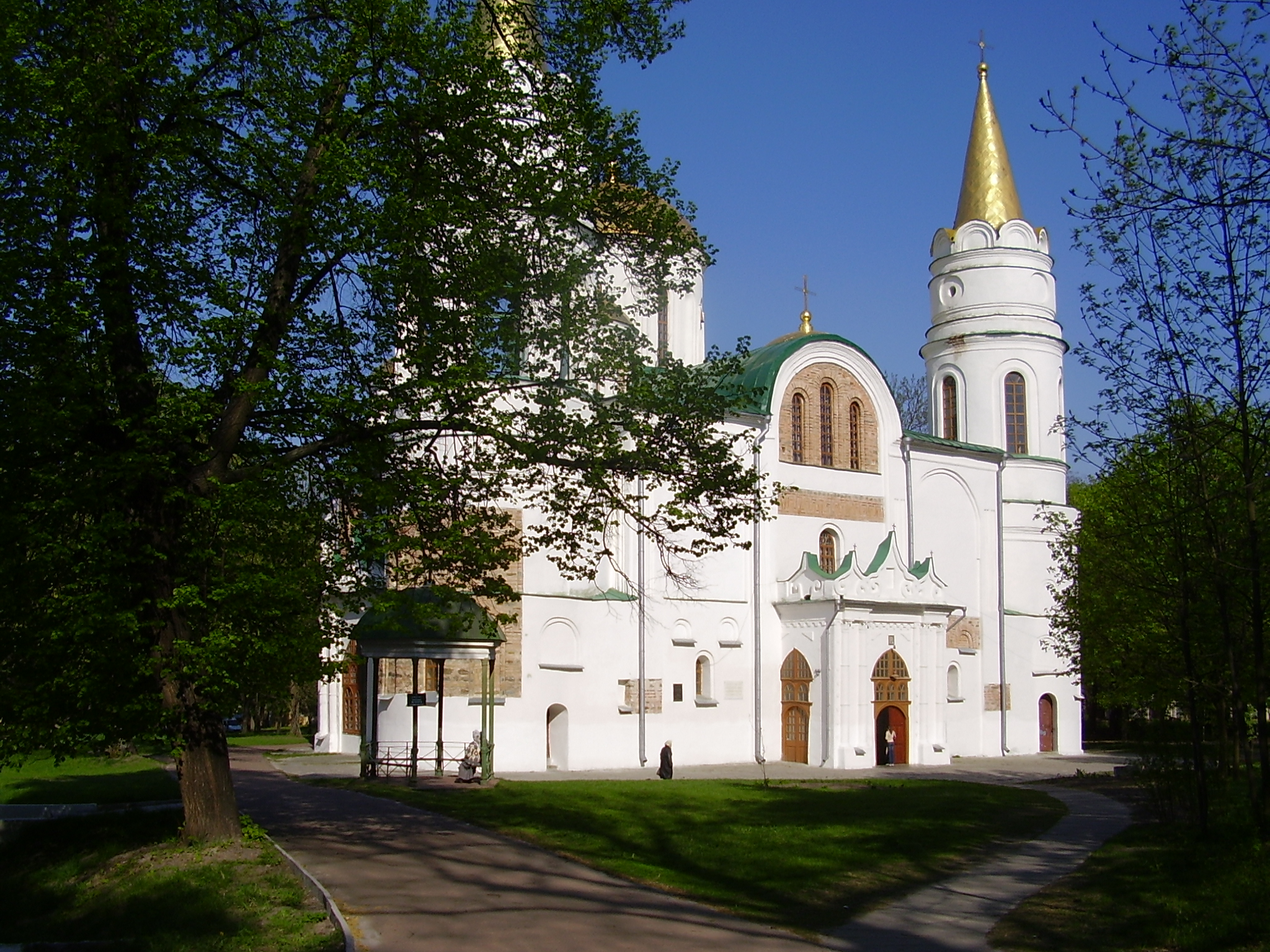
La cathédrale du Saint sauveur de Tchernigov (construite vers 1033), où est enterré Vsevolod le Rouge.

En septembre 1211, Daniel de Galicie attaqua les Olegovitch en Halych et captura les villes dirigées par ces derniers. Les boyards galiciens pendirent alors trois parents de Vsevolod (Roman Igorovitch, Sviatoslav Igorovitch, et Rostislav Romanovitch). Certaines sources indiquent même que les femmes et les enfants de Roman et de Sviatoslav furent exécutés avec eux, cela réduisant toujours un peu plus la branche des Olegovitch (augmentant donc les territoires de Vsevolod). Cette insulte impardonnable envers les Olegovitch entraîna des représailles. Début 1212, Vsevolod IV le Rouge laissa éclater sa rage, non pas contre les Galiciens, mais contre les Rostislavitch, qu'il accusa d'avoir laissé agir Daniel de Galicie et donc d'avoir causé la mort de membres de sa famille. En juin, les Rostislavitch entrèrent en campagne contre Vsevolod pour réclamer leurs terres (soutenus par les troupes de Mstislav Romanovitch de Smolensk et des troupes de Novgorod). Il s'ensuivit de nombreux pillages en descendant du Dniepr et sur la route de Kiev (les habitants fuyant progressivement devant les troupes ennemies).
Vsevolod, battu et poursuivi, quitta Kiev pour la troisième fois et se réfugia dans Tchernigov. À la suite de cette nouvelle guerre civile, il fut détrôné par Ingwar de Kiev, mais il céda à nouveau le pouvoir à Mstislav III Boris de Kiev.
Il mourut en 1214 et fut enterré dans la Saint sauveur de Tchernigov. Il fut donc l'un des princes Olegovitch (dynastie régnante sur Tchernigov) les plus connus. Durant son règne, ils furent pour la première fois maître des terres allant de la Galicie à Kiev en passant par Pereïaslav et Tchernigov. De nombreuses traces architecturales indirectes témoignent des projets de construction lancés à Tchernigov, comme l'église de St. Paraskeva Pyatnisa, construite par Vsevolod entre 1211 et 1214.

## Famille

### Union et descendance
De son mariage en 1179 avec Marie, renommée Anastasia après son mariage (1164 – 1194), une fille de Casimir II le Juste de Pologne et de Hélène de Znojmo, il laisse :
- Michel le saint (1185 – 20 septembre 1246), prince de la Rus' de Kiev après 1240[4] ;
- André (mort en 1263) ;
- Agathe (morte le 7 février 1238), épouse du prince Iouri II Vladimirski[4] ;
- Vera, épouse du prince Michel Vsevolodovitch de Pronsk[4].

### Ancêtres
|  |                           |  |  |  |  |  |  |  |  |  |  |  |  |  |  |  |
|  | 16. Sviatoslav II         |  |  |  |  |  |  |  |  |  |  |  |  |  |  |  |
|  |                           |  |  |  |  |  |  |  |  |  |  |  |  |  |  |  |
|  |                           |  |  |  |  |  |  |  |  |  |  |  |  |  |  |  |
|  | 8. Oleg de Novgorod       |  |  |  |  |  |  |  |  |  |  |  |  |  |  |  |
|  |                           |  |  |  |  |  |  |  |  |  |  |  |  |  |  |  |
|  |                           |  |  |  |  |  |  |  |  |  |  |  |  |  |  |  |
|  | 17. Cécilia               |  |  |  |  |  |  |  |  |  |  |  |  |  |  |  |
|  |                           |  |  |  |  |  |  |  |  |  |  |  |  |  |  |  |
|  |                           |  |  |  |  |  |  |  |  |  |  |  |  |  |  |  |
|  | 4. Vsevolod II de Kiev    |  |  |  |  |  |  |  |  |  |  |  |  |  |  |  |
|  |                           |  |  |  |  |  |  |  |  |  |  |  |  |  |  |  |
|  |                           |  |  |  |  |  |  |  |  |  |  |  |  |  |  |  |
|  | 9. Théophano Mouzalonissa |  |  |  |  |  |  |  |  |  |  |  |  |  |  |  |
|  |                           |  |  |  |  |  |  |  |  |  |  |  |  |  |  |  |
|  |                           |  |  |  |  |  |  |  |  |  |  |  |  |  |  |  |
|  | 2. Sviatoslav III de Kiev |  |  |  |  |  |  |  |  |  |  |  |  |  |  |  |
|  |                           |  |  |  |  |  |  |  |  |  |  |  |  |  |  |  |
|  |                           |  |  |  |  |  |  |  |  |  |  |  |  |  |  |  |
|  | 20. Vladimir II Monomaque |  |  |  |  |  |  |  |  |  |  |  |  |  |  |  |
|  |                           |  |  |  |  |  |  |  |  |  |  |  |  |  |  |  |
|  |                           |  |  |  |  |  |  |  |  |  |  |  |  |  |  |  |
|  | 10. Mstislav Ier          |  |  |  |  |  |  |  |  |  |  |  |  |  |  |  |
|  |                           |  |  |  |  |  |  |  |  |  |  |  |  |  |  |  |
|  |                           |  |  |  |  |  |  |  |  |  |  |  |  |  |  |  |
|  | 21. Gytha de Wessex       |  |  |  |  |  |  |  |  |  |  |  |  |  |  |  |
|  |                           |  |  |  |  |  |  |  |  |  |  |  |  |  |  |  |
|  |                           |  |  |  |  |  |  |  |  |  |  |  |  |  |  |  |
|  | 5. Marie Mstislavna       |  |  |  |  |  |  |  |  |  |  |  |  |  |  |  |
|  |                           |  |  |  |  |  |  |  |  |  |  |  |  |  |  |  |
|  |                           |  |  |  |  |  |  |  |  |  |  |  |  |  |  |  |
|  | 22. Inge Ier de Suède     |  |  |  |  |  |  |  |  |  |  |  |  |  |  |  |
|  |                           |  |  |  |  |  |  |  |  |  |  |  |  |  |  |  |
|  |                           |  |  |  |  |  |  |  |  |  |  |  |  |  |  |  |
|  | 11. Christine Ingesdotter |  |  |  |  |  |  |  |  |  |  |  |  |  |  |  |
|  |                           |  |  |  |  |  |  |  |  |  |  |  |  |  |  |  |
|  |                           |  |  |  |  |  |  |  |  |  |  |  |  |  |  |  |
|  | 23. Hélène de Suède       |  |  |  |  |  |  |  |  |  |  |  |  |  |  |  |
|  |                           |  |  |  |  |  |  |  |  |  |  |  |  |  |  |  |
|  |                           |  |  |  |  |  |  |  |  |  |  |  |  |  |  |  |
|  | 1. Vsevolod IV de Kiev    |  |  |  |  |  |  |  |  |  |  |  |  |  |  |  |
|  |                           |  |  |  |  |  |  |  |  |  |  |  |  |  |  |  |
|  |                           |  |  |  |  |  |  |  |  |  |  |  |  |  |  |  |
|  | 24. Vseslav de Kiev       |  |  |  |  |  |  |  |  |  |  |  |  |  |  |  |
|  |                           |  |  |  |  |  |  |  |  |  |  |  |  |  |  |  |
|  |                           |  |  |  |  |  |  |  |  |  |  |  |  |  |  |  |
|  | 12. Sviatoslav de Vitebsk |  |  |  |  |  |  |  |  |  |  |  |  |  |  |  |
|  |                           |  |  |  |  |  |  |  |  |  |  |  |  |  |  |  |
|  |                           |  |  |  |  |  |  |  |  |  |  |  |  |  |  |  |
|  | 25. Femme inconnue        |  |  |  |  |  |  |  |  |  |  |  |  |  |  |  |
|  |                           |  |  |  |  |  |  |  |  |  |  |  |  |  |  |  |
|  |                           |  |  |  |  |  |  |  |  |  |  |  |  |  |  |  |
|  | 6. Vassilko de Polotsk    |  |  |  |  |  |  |  |  |  |  |  |  |  |  |  |
|  |                           |  |  |  |  |  |  |  |  |  |  |  |  |  |  |  |
|  |                           |  |  |  |  |  |  |  |  |  |  |  |  |  |  |  |
|  | 26. Vladimir II Monomaque |  |  |  |  |  |  |  |  |  |  |  |  |  |  |  |
|  |                           |  |  |  |  |  |  |  |  |  |  |  |  |  |  |  |
|  |                           |  |  |  |  |  |  |  |  |  |  |  |  |  |  |  |
|  | 13. Sophie Vladimirovna   |  |  |  |  |  |  |  |  |  |  |  |  |  |  |  |
|  |                           |  |  |  |  |  |  |  |  |  |  |  |  |  |  |  |
|  |                           |  |  |  |  |  |  |  |  |  |  |  |  |  |  |  |
|  | 27. Euphimia              |  |  |  |  |  |  |  |  |  |  |  |  |  |  |  |
|  |                           |  |  |  |  |  |  |  |  |  |  |  |  |  |  |  |
|  |                           |  |  |  |  |  |  |  |  |  |  |  |  |  |  |  |
|  | 3. Marie de Polotsk       |  |  |  |  |  |  |  |  |  |  |  |  |  |  |  |
|  |                           |  |  |  |  |  |  |  |  |  |  |  |  |  |  |  |
|  |                           |  |  |  |  |  |  |  |  |  |  |  |  |  |  |  |
|  | 7. Femme inconnue         |  |  |  |  |  |  |  |  |  |  |  |  |  |  |  |
|  |                           |  |  |  |  |  |  |  |  |  |  |  |  |  |  |  |
|  |                           |  |  |  |  |  |  |  |  |  |  |  |  |  |  |  |